# Закон (правило) 1%
Закон (правило) 1 % свідчить: зміна енергетики  природної системи понад 1 % виводить природну систему з рівноважного стану. Як і у випадку  правила 10 %, багато що залежить від стану природної системи, в якій відбуваються зміни. Це робить правило одного відсотка ймовірнісним, дає лише приписи, яким доцільно слідувати, або у всякому разі враховувати велику ймовірність ланцюга подій, пов'язаних з виходом системи з рівноваги.
Емпірично правило одного відсотка підтверджується дослідженнями в галузі  кліматології,  геофізичних та  біофізичних процесів. Всі великомасштабні явища на поверхні  Землі (потужні тропічні циклони, виверження вулканів, процес глобального фотосинтезу тощо), як правило, мають сумарну енергію, що не перевищує 1 % від енергії  сонячного випромінювання, що падає на поверхню Землі. Перехід енергетики процесу за це значення зазвичай призводить до суттєвих аномалій і природних лих — різких кліматичних відхилень, змін в характері рослинності, великим лісовим і степовим пожежам, затяжним посухам і т. д.
Особливе значення правило одного відсотка, на думку Н. Ф. Реймерса, має для глобальних систем. Їх енергетика, мабуть, принципово не може перевершити рівень приблизно 0,2 % сонячної радіації, що надходить (рівень енергетики фотосинтезу), без катастрофічних наслідків. Ймовірно, це непереборний поріг і ліміт для людства.
Закон 1% у формі, запропонованій В.Г Горшковим, стверджує, що зміна енергетики природної системи на 1%, як правило, виводить природну систему з рівноважного (квазістаціонарного) стану.